# Sternberg László
Sternberg László, Sátori (1905. május 28. – 1982. július 4.[forrás?]) válogatott labdarúgó, hátvéd, edző.

## Pályafutása

### Klubcsapatban
A VAC csapatában kezdte a labdarúgást, majd az Ékszereszekhez igazolt. 1925-ben Olaszországba szerződött profi játékosnak. Először az US Novese, majd az Andrea Doria csapatában szerepelt egy-egy idényen át. Közben Magyarországon is elindult a profi bajnokság és 1927-ben hazatért. Egy idényt az Újpestnél töltött és harmadik lett a csapattal.
1928-ban az Egyesült Államokba szerződött, a New York Hakoah-hoz, ahol egy csapatban játszott Eisenhoffer Józseffel, Fischer Lajossal és Grósz Dezsővel. 1929-ben a Hakoah megnyerte az US Open kupát a St. Louis Madison Kennels ellen. A következő három idényben a Brokklyn Hakoah együttesében szerepelt. 1932-ben megszűnt az amerikai liga és Sternberg hazatért az Újpesthez.
1932 és 1936 között az Újpesttel két bajnoki címet és két ezüstérmet szerzett. 1936-ban Franciaországba igazolt, a Red Star Paris csapatához.
Itt még egy idényt játszott és visszavonult az aktív labdarúgástól.

### A válogatottban
1928 és 1936 között 19 alkalommal szerepelt a válogatottban. Tagja volt az 1934-es olaszországi világbajnokságon részt vevő csapatnak.

### Edzőként
Az 1937-38-as szezonban az Újpest vezetőedzője, majd visszatért az Egyesült Államokba.

## Sikerei, díjai
- Magyar bajnokság
  - bajnok: 1932–33, 1934–35
  - 2:: 1933–34, 1935–36
  - 3.: 1927–28
- US Open kupa
  - győztes: 1929

## Statisztika

### Mérkőzései a válogatottban
| Magyarország | Magyarország         | Magyarország                    | Magyarország  | Magyarország | Magyarország  | Magyarország    | Magyarország | Magyarország |
| #            | Dátum                | Helyszín                        | Hazai         | Eredmény     | Vendég        | Kiírás          | Gólok        | Esemény      |
| ------------ | -------------------- | ------------------------------- | ------------- | ------------ | ------------- | --------------- | ------------ | ------------ |
| 1.           | 1928. március 25.    | Róma, Nazionale PNF Stadion     | Olaszország   | 4 – 3        | Magyarország  | Európa-kupa     | -            |              |
| 2.           | 1928. április 22.    | Budapest, Üllői úti pálya       | Magyarország  | 2 – 0        | Csehszlovákia | Európa-kupa     | -            |              |
| 3.           | 1928. május 6.       | Budapest. Hungária körúti pálya | Magyarország  | 5 – 5        | Ausztria      | barátságos      | -            |              |
| 4.           | 1934. január 14.     | Frankfurt                       | Németország   | 3 – 1        | Magyarország  | barátságos      | -            |              |
| 5.           | 1934. március 25.    | Szófia                          | Bulgária      | 1 – 4        | Magyarország  | vb-selejtező    | -            |              |
| 6.           | 1934. április 29.    | Prága                           | Csehszlovákia | 2 – 2        | Magyarország  | Európa-kupa     | -            |              |
| 7.           | 1934. május 10.      | Budapest, Üllői úti pálya       | Magyarország  | 2 – 1        | Anglia        | barátságos      | -            |              |
| 8.           | 1934. május 27.      | Nápoly (ITA)                    | Magyarország  | 4 – 2        | Egyiptom      | vb-nyolcaddöntő | -            |              |
| 9.           | 1934. május 31.      | Bologna (ITA)                   | Ausztria      | 2 – 1        | Magyarország  | vb-negyeddöntő  | -            |              |
| 10.          | 1934. október 7.     | Budapest, Hungária körúti pálya | Magyarország  | 3 – 1        | Ausztria      | barátságos      | -            |              |
| 11.          | 1934. december 9.    | Milánó, San Siro Stadion        | Olaszország   | 4 – 2        | Magyarország  | barátságos      | -            |              |
| 12.          | 1934. december 16.   | Dublin, Dalymount Park          | Írország      | 2 – 4        | Magyarország  | barátságos      | -            |              |
| 13.          | 1935. április 14.    | Zürich                          | Svájc         | 6 – 2        | Magyarország  | Európa-kupa     | -            |              |
| 14.          | 1935. május 12.      | Budapest, Üllői úti pálya       | Magyarország  | 6 – 3        | Ausztria      | barátságos      | -            |              |
| 15.          | 1935. szeptember 22. | Budapest, Hungária körúti pálya | Magyarország  | 1 – 0        | Csehszlovákia | Európa-kupa     | -            |              |
| 16.          | 1935. október 6.     | Bécs                            | Ausztria      | 4 – 4        | Magyarország  | Európa-kupa     | -            |              |
| 17.          | 1935. november 10.   | Budapest, Üllői úti pálya       | Magyarország  | 6 – 1        | Svájc         | barátságos      | -            |              |
| 18.          | 1935. november 24.   | Milánó                          | Olaszország   | 2 – 2        | Magyarország  | Európa-kupa     | -            |              |
| 19.          | 1936. május 31.      | Budapest, Hungária körúti pálya | Magyarország  | 1 – 2        | Olaszország   | barátságos      | -            |              |
|              | Összesen             |                                 |               | 19           | mérkőzés      |                 | 0            | gól          |